# Agdistis asthenes
Agdistis asthenes là một loài bướm đêm thuộc họ Pterophoridae. Nó được tìm thấy ở Mông Cổ.
Sải cánh dài khoảng 20 mm. Cánh trước màu xám sáng còn cánh sau màu xám.